# Rocca di Cave
Rocca di Cave es una localidad italiana de la provincia de Roma, región de Lacio, con 381 habitantes.

## Evolución demográfica
| Gráfica de evolución demográfica de Rocca di Cave entre 1861 y 2001 |
|                                                                     |
| Fuente ISTAT - elaboración gráfica de Wikipedia                     |